# Ревзін Григорій Ісакович
Григо́рій Іса́кович Ре́взін (рос. Григорий Исаакович Ревзин; * 3 грудня 1964, Москва) — історик, мистецтвознавець, архітектурний критик, журналіст, колумніст.

## Біографічні відомості
Закінчив відділення історії мистецтв історичного факультету Московського університету. 10 років викладав на кафедрі історії російського мистецтва.
1992 року опублікував першу в Росії монографію, присвячену неокласицизму.
Від 1996 року — архітектурний оглядач газети «Коммерсантъ». Від 2001 року — головний редактор журналу «Проект Классика».